# Kręgle na Letnich Igrzyskach Olimpijskich 1988
Zawody zostały przeprowadzone w dwóch konkurencjach i były dyscypliną pokazową

## Mężczyźni
| Miejsce | Kraj             | Zawodnik       | Punkty |
| ------- | ---------------- | -------------- | ------ |
| 1       | Korea Południowa | Kwon Jong Ryul | 2435   |
| 2       | Singapur         | Chin Jack Loke | 2333   |
| 3       | Finlandia        | Tapani Peltola | 2274   |

## Kobiety
| Miejsce | Kraj      | Zawodniczka      | Punkty |
| ------- | --------- | ---------------- | ------ |
| 1       | Filipiny  | Arianne Cerdena  | 2354   |
| 2       | Finlandia | Annikki Maattola | 2315   |
| 3       | Japonia   | Atsuko Asai      | 2281   |